# كاظم نورموفيدي
السيد كاظم نور مفيدي (بالفارسية: السيد كاظم نور مفيدي)، من مواليد 1940) هو ممثل المرشد الأعلى في مقاطعة غلستان، وزعيم صلاة الجمعةالجماعية في جرجان، وعضو سابق في مجلس الخبراء في إيران. يعتبر أقدم زعيم صلاة الجمعة في البلاد والممثل الوحيد للمرشد الأعلى الإصلاحي في إيران 